# 26937 Makimiyamoto
26937 Makimiyamoto este un asteroid din centura principală de asteroizi.

## Descriere
26937 Makimiyamoto este un asteroid din centura principală de asteroizi. A fost descoperit pe 31 martie 1997 la Kuma Kogen de Akimasa Nakamura. Asteroidul prezintă o orbită caracterizată de o semiaxă mare de 2,34 ua, o excentricitate de 0,12 și o înclinație de 3,5° în raport cu ecliptica.